# ビル・エヴァンス
ビル・エヴァンス（英語: Bill Evans、国際音声記号：/bil ʤɑnˈɛvənz/、本名：ウィリアム・ジョン・エヴァンス（英語: William John Evans）1929年8月16日 - 1980年9月15日）は、アメリカのジャズ・ピアニスト。
モダン・ジャズを代表するピアニストとして知られ、音楽活動30年足らずの間に、リーダーとして50枚以上のアルバムをリリースし、グラミー賞に18回ノミネート、うち7回受賞、さらに2回のグラミーの殿堂入りを果たし、死後にはグラミー特別功労賞生涯業績賞を受賞した。

## 概要
ドビュッシー、ラヴェルなどのクラシックに影響を受けた印象主義的な和音、スタンダード楽曲を題材とした創意に富んだアレンジと優美なピアノ・タッチ、いち早く取り入れたインタープレイといった演奏は、マイルス・デイヴィス、ハービー・ハンコック、チック・コリア、キース・ジャレット、ジョン・マクラフリン、イリアーヌ・イリアス、ロバート・グラスパーなど多くの音楽家に多大な影響を与えた。また、当時ニューヨークを拠点に活動していたジャズ演奏家としては少数派の白人であり、かつヨーロッパとクラシックの伝統を重要視していたエヴァンスは、ジャズ本来のブラックルーツから切り離された存在であった。
エヴァンスの作品はジャズ・ミュージシャンの中で知名度が高く、中でも、ドラムのポール・モチアン、ベースのスコット・ラファロと録音した諸作品（特にアルバム『ワルツ・フォー・デビイ』）は、ジャズを代表する傑作としてジャンルを超えた幅広い人気を得ている。また特色ある多数の楽曲を作曲し、そのうちの少なくない数が、後続のジャズ・ミュージシャンの多くにカバーされるスタンダード・ナンバーとなっている。

## 来歴

### 生誕から1950年代まで

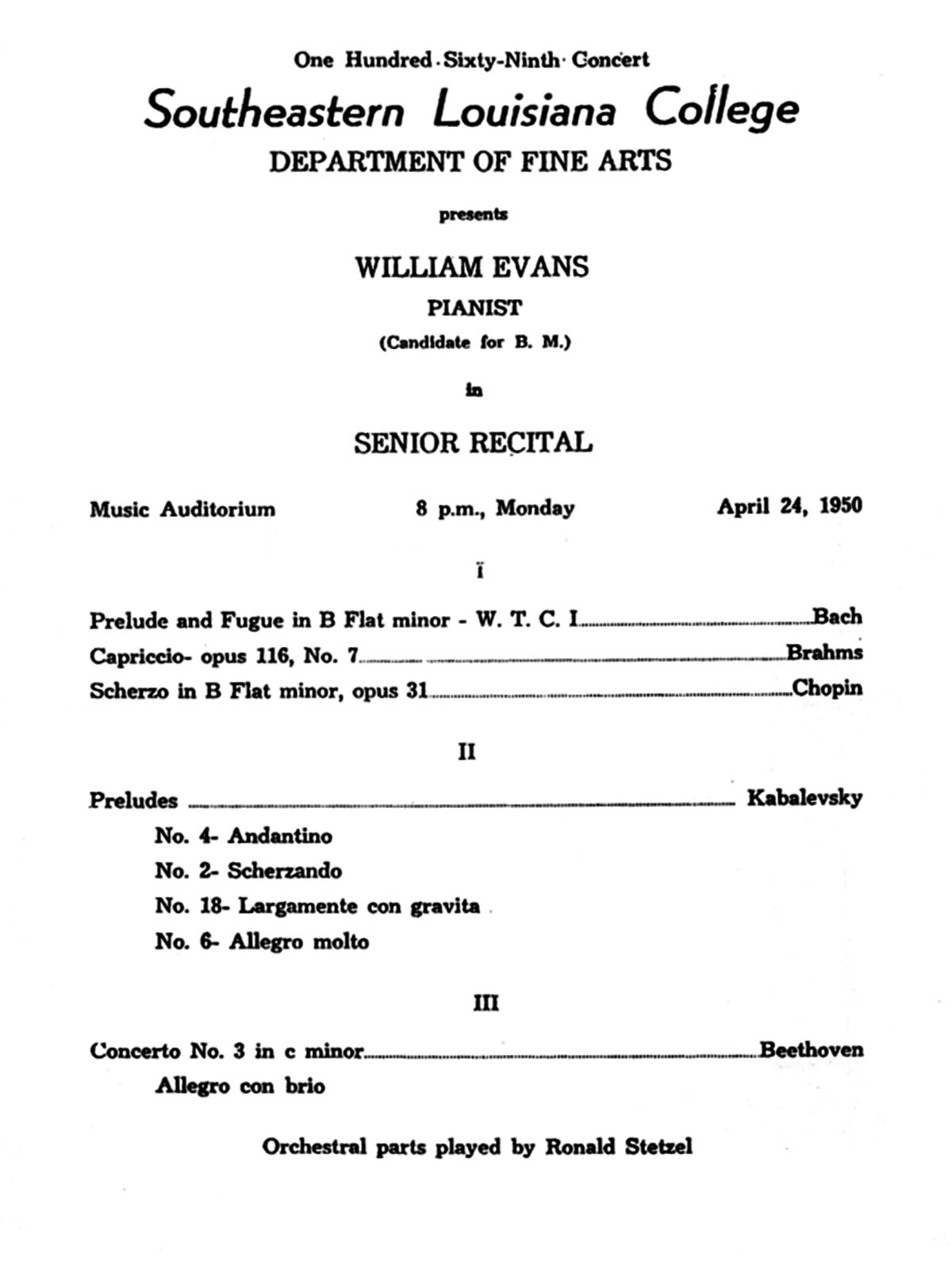
エヴァンスの大学卒業演奏会のプログラム。曲目はバッハ、ブラームス、ショパンなどのクラシック音楽。

エヴァンスはアメリカニュージャージー州のプレインフィールドに生まれ、母はルシン人の系統を持ち、父は相当な身分を持つウェールズ系の人物であった。彼の父は、兄のハリーと同様に、幼い頃からエヴァンスに音楽を学ばせている。ラフマニノフやストラヴィンスキーなど、クラシック音楽に親しんだ後、10代に入ると兄と共にジャズにも関心を持つようになり、余暇にはアマチュアバンドでピアノ演奏するようになった。
1946年にサウスイースタン・ルイジアナ大学（Southeastern Louisiana College）に入学、音楽教育を専攻。並行してアマチュアミュージシャンとしての音楽活動もさらに活発になり、充実した学生時代を送った。学生時代には後年のレパートリーの一つとなる曲「Very Early」を既に作曲している。
だが1950年の大学卒業後、1951年から召集を受けてアメリカ陸軍での兵役を強いられた。軍務中は当時の朝鮮戦争の前線に向かうような事態もなく、大学での経歴によって陸軍バンドでの活動機会も与えられたものの、エヴァンス自身にとっては不快な期間であったと伝えられる。また兵役中に、その後の生涯にわたる悪癖となった麻薬常用が始まったという。
1954年の兵役終了後、ジャズのムーブメントの中心地であるニューヨークに出て音楽活動を開始。ミュージシャンの間で、伝統的なジャズ・前衛的なジャズのいずれにおいても優秀なピアニストとして知られるようになった。この時代には、サイドマンとしての活動が主であり、リディアン・クロマティック・コンセプトで知られる音楽理論家・作曲家のジョージ・ラッセルの録音に参加している。ラッセルからの影響は、作曲に現れていると言われる。
その活動ぶりを買われてリバーサイド・レーベルからのスカウトを受け、1956年に最初のリーダー・アルバム『ニュー・ジャズ・コンセプションズ』を残している。だが、このデビュー・アルバムは当時800枚しか売れなかった。
1958年にはマイルス・デイヴィスのバンドに短期間加わり、録音とツアーを行っているが、バンドで唯一の白人であること、ドラッグの問題、そして彼自身がリーダーとしての活動を望んだためにバンドを離れる。しかしデイヴィスの要望で、ジャズ史に大きな影響を与えた1959年のアルバム『カインド・オブ・ブルー』のセッションに参加している。ハード・バップ的な頻繁なコード・チェンジではなく、モードに根ざしたアドリブをこのアルバムで目指していたデイヴィスは、エヴァンスのアイディアを必要としていた。このアルバムに、エヴァンスは自作「Blue in Green」を提供している（ただし、クレジットはマイルス作曲となっている。『ポートレート・イン・ジャズ』での同曲のクレジットはエヴァンスとデイヴィスの共作とされている）。また「Flamenco Sketches」が『エヴリバディ・ディグズ・ビル・エヴァンス』収録の「Peace Piece」を発展させたものとうかがえるなど、『カインド・オブ・ブルー』にはエヴァンスの影響が色濃く反映されている。

### 1960年代

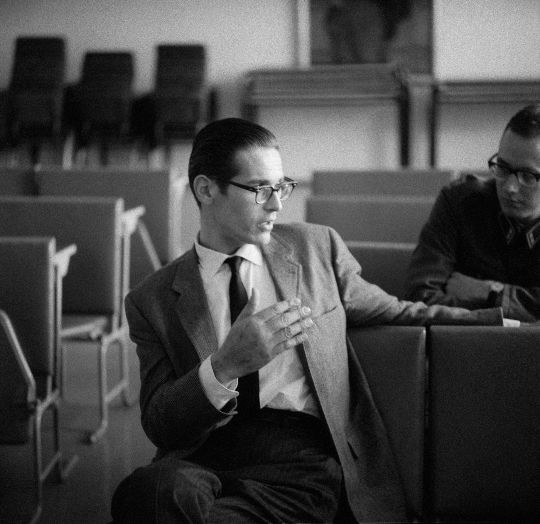
1964年のエヴァンス

1959年に、エヴァンスはドラマーのポール・モチアンとベーシストのスコット・ラファロをメンバーに迎え、歴史に残るピアノ・トリオ（ファースト・トリオ）を結成する。このトリオは、スタンダード・ナンバーの独創的な解釈もさることながら、即興性に富んだメンバー間のインター・プレイが高く評価され、ピアノトリオの新しい方向性を世に示した。
従来までピアノやベース・ドラムス、あるいはギターなどの楽器奏者は、ホーン奏者を支えるための「リズム・セクション（伴奏者）」としてリズムを刻む「道具」として扱われ、また、他の「ピアノ・トリオ」においても、主役はあくまでピアノでありベースやドラムスはリズム・セクションの範疇をこえるものではなかった。
ビル・エヴァンス・トリオにおいては、この旧来の慣習を打ち破り、テーマのコード進行をピアノ、ベース、ドラムスの3者が各自の独創的なインプロヴィゼーションを展開して干渉し合い、独特な演奏空間を演出した。特筆すべきはベースのスコット・ラファロで、積極的にハイノート（高音域）で対位旋律を弾き、旧来のリズムセクションの枠にとどまらない新しいベースの演奏スタイルを形成した。また、ドラムスのポール・モチアンも単にリズムを刻むにとどまらずエヴァンスのインプロヴィゼーションに挑みかかるようなブラシ・ワークやシンバル・ワークを見せるなど、このトリオで収録した『ポートレイト・イン・ジャズ』『エクスプロレイションズ』『ワルツ・フォー・デビイ』および同日収録の『サンデイ・アット・ザ・ヴィレッジ・ヴァンガード』の4作は、「リバーサイド四部作」と呼ばれる。
しかし、『ワルツ・フォー・デビイ』および『サンデイ・アット・ザ・ヴィレッジ・ヴァンガード』の収録からわずか11日後、ラファロは1961年7月6日に25歳で交通事故死してしまった。エヴァンスはショックのあまりしばらくの間、ピアノに触れることすらできず、レギュラー・トリオでの活動を停止することとなり、半年もの間、シーンから遠ざかった。
このレギュラー・トリオ活動停止中の演奏活動としては、他セッションへの参加のほか、ピアノ・ソロを録音するものの、エヴァンスの生前は総じてお蔵入りとなっている（没後、プロデューサーのオリン・キープニュースによって、ソロ演奏が『ホエン・アイ・フォール・イン・ラヴ〜ザ・ソロ・セッション1』『アイ・ラヴズ・ユー、ポーギー〜ザ・ソロ・セッション2』として発表された。またエヴァンスのリバーサイドにおけるリーダー作を網羅した『コンプリート・リバーサイド・レコーディングス』が発売された）。翌年にはベースにチャック・イスラエルを迎えて活動を再開するが、スコット・ラファロと共演していた頃のような緊密なインタープレイは、その後退を余儀なくされた。しかしチャック・イスラエルはもともとラファロの影響を非常に大きく受けたベーシストであり、ヴォイシングこそ地味ながらも、エヴァンスの気まぐれのようなソロ渡しや空間創出に対し、メロディアスなソロで応えており、インタープレイがしっかりと行われている。この時期の収録作として『ムーンビームス』『ハウ・マイ・ハート・シングス』（1962年）などが挙げられる。
1966年にエヴァンスは、当時21歳のエディ・ゴメスを新しいベーシストとしてメンバーに迎える。若いが優れたテクニックを持ち、飛び込むかのように音の隙に入ってくる積極性を持つエディ・ゴメスは、ラファロの優れた後継者となる。以降、ゴメスは1978年に脱退するまでレギュラー・ベーシストとして活躍し、そのスタイルを発展させ続ける。

### 1970年代

1970年のエヴァンス（左）、右はエディ・ゴメス

1968年にマーティー・モレル（Marty Morell）がドラマーとしてトリオに加わり、家族のため1975年に抜けるまで活動した。ゴメス、モレルによるトリオは歴代最長であり、従って現在に至るも陸続と発掘・発売されるエヴァンスの音源は、このゴメス・モレル時代の音源が圧倒的に多い。このメンバー（セカンド・トリオ）での演奏の質は、初期の録音でずっと後に発売されたライブ版『枯葉』（Jazzhouse）にもよく現れており、『ワルツ・フォー・デビイ〜ライヴ・イン・コペンハーゲン』（You're Gonna Hear From Me）、『モントルーII』、『セレニティ』、『ライヴ・イン・トーキョー』、『シンス・ウイ・メット』と、このメンバー最後のアルバムである1974年にカナダで録音した『ブルー・イン・グリーン』などがある。この時期、特に1973年から1974年頃までのエヴァンス・トリオは良し悪しは別として、ゴメスの比重が強い傾向にある。
1973年に初来日。東京や大阪、名古屋といった大都市で13日かけてツアーを行った。
その来日直後、エヴァンスは1960年代前期以来12年間内縁関係にあったエレイン・シュルツ（Ellaine Schultz、一般にはエヴァンス夫人と見なされていたが、正式には未婚だった）に別れ話を持ちかける。新たに親しくなったシングルマザーのネネット・ザザーラと結婚するためで、まったくエヴァンスの一方的な意志によるものであった（エレインとの間には子がなく、エヴァンスは子供が欲しいと考えていたようである）。ほどなくエレインは地下鉄へ投身自殺した。ゴメスとのデュオ・アルバム『インチュイション』収録のピアノ・ソロによる「Hi Lill, Hi Lo」は、不幸な形で亡くしてしまったエレインに捧げられた名演である。エヴァンスはエレインの死に大いにショックを受けたものの、結局はネネットと結婚し、息子エヴァンが生まれている。
1976年にドラムはモレルからエリオット・ジグムンドに交代する。このメンバーでの録音として『クロスカレンツ』、『アイ・ウィル・セイ・グッドバイ』、『ユー・マスト・ビリーヴ・イン・スプリング』が挙げられる。麻薬常習者であり、長年の不摂生に加え肝炎などいくつかの病気を患っていたエヴァンスの音楽は、次第にその破壊的内面や、一見派手ではあるが孤独な側面を見せるようになる。エヴァンスの死後に追悼盤として発売された『ユー・マスト・ビリーヴ・イン・スプリング』収録の「Suicide Is Painless（もしも、あの世にゆけたら）」は、映画『M*A*S*H』（1970年）及びTVシリーズ版『M*A*S*H』のテーマとして知られる曲である。
1978年にゴメスとジグムンドがエヴァンスの元を去る。後任に何人かのミュージシャンを試し、中にはマイルス時代の仲間（ヤク中仲間でもあった）だったフィリー・ジョー・ジョーンズもいた。最終的にはベースのマーク・ジョンソン、ドラムのジョー・ラバーベラにメンバーが落ち着き、これがエヴァンス最後のトリオ（ラスト・トリオ）のメンバーとなった。このメンバーで、エヴァンスは管楽器を加えたクインテットによる1979年『ウィ・ウィル・ミート・アゲイン』、またトリオで1980年6月ヴィレッジ・ヴァンガードにおけるライブ『ターン・アウト・ザ・スターズ』を録音しているが、内省的でありつつもよりドライヴした明るい演奏をするようになった。ダイナミックレンジが拡大し、スケールが大きくなっているのである。しかし一方、時に粗さの目立つことがあり、急速調の演奏とスローな演奏との落差が激しくなっている。これは、常用している麻薬がヘロインから、コカインに移ったこととの関係が指摘される。また、兄のハリー・エヴァンスの自殺や家族との別居など、晩年の私生活問題も要因として挙げられる。1970年代末期のエヴァンスは私生活がまたも荒廃気味となり、ネネットや子供たちとも別居し、20歳以上も年の離れた若いカナダ人ウェイトレスのローリー・ヴェコミンと愛人関係になっていた。
このラスト・トリオの極めて初期、1979年1月にアイオワ州立大学にて収録されたライブ映像『ラスト・パフォーマンス』（Jazz At The Maintenance Shop）における演奏と、もともと非公式録音ではあったが現在公式な形でCD化（総計16枚）されているラスト・レコーディング、1980年8月31日から9月8日にかけてのキーストン・コーナーにおけるライブ演奏を比べると、トリオ全体が大きく進化していることがよくわかる。エヴァンスの死の直前まで、彼らは、前進し続けたのである。エヴァンス本人がインタビューで語っているように、このラスト・トリオとの演奏がとにかく楽しかったのであろう。
1974年、1976年、1978年には日本公演を行い、全国の都市を回ってツアーを行った。

### 薬物乱用について

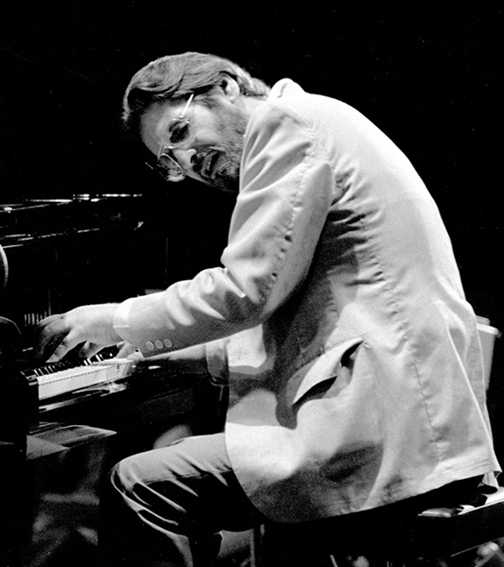
1978年のエヴァンス

エヴァンスの薬物乱用は1950年代後半のマイルス・デイヴィスとの仕事の頃にはすでに問題となっていた。ヘロインのために体も蝕まれ、金銭的にも余裕はなかった。1963年、ヴィレッジ・ヴァンガードでの演奏の時、右手の神経にヘロインの注射を刺したことから右手がまったく使えず、左手一本で演奏をこなすという事件があった。これを機にヘロインをやめることになったとされるものの、一時的な断薬には成功しても、晩年まで薬物との縁は切れなかった。
エヴァンス本人のアルバム・ジャケットなどでは堅く口を結んだ肖像写真が多く使われたが、歯を見せなかったのは、喫煙と麻薬の影響でひどい虫歯になっていたのが一因であると言われている。兄ハリーとの音楽に関する1960年代の対談フィルム動画などでは、対話するエヴァンスの前歯がボロボロの状態であるのがうかがえる。
1970年代後半のエヴァンスは長年の麻薬常用の影響で、すでに健康を大きく損なっていた。彼が1970年代前期以降の晩年、それまでのトレードマークであった堅苦しいヘアスタイルや細身のジャケット、ネクタイ着用、通常の黒縁眼鏡をやめ、ゆったりした上着や柄物のオープンシャツを着て長髪や口・顎の髭をたくわえ、スモーク入りの大きな眼鏡をかけるなどの派手なイメージチェンジを図った背景に、健康を損なったことによる顔面、身体の顕著なむくみを、髪や髭、服装で隠そうとする意図があったと中山康樹が指摘している。また1978年11月にヴィレッジ・ヴァンガードでエヴァンス・トリオのライブを聴いた小川隆夫も「彼（エヴァンス）の体が異常にむくんでいることに気付いていた」と記述している。キーストン・コーナー・ライブの時点でも、演奏時以外での疲労困憊した様子や、通常ではピアノ演奏が不可能と思われるほどに指が腫れ上がる症状が見られた（残された映像や写真によって、1960年代にすでにこの手の異常を確認できる）。エヴァンスの体調を危惧したマーク・ジョンソンやジョー・ラバーベラは、活動を一時休止してでも治療に専念することを懇請したが、彼はそれを拒んでピアノに向かうことを続けた。
1979年の『ウィ・ウィル・ミート・アゲイン』は、ピアニストかつピアノ教師であった兄ハリーのための作品でもある。この年の録音の4ヶ月前にハリーは動機不詳の拳銃自殺を遂げている。

### 1980年
1980年9月9日、ニューヨークのライブ・ハウス、ファッツ・チューズデイにおいて同バンド公演初日の演奏を行った。すでに激しい体調不良に見舞われていたものの、ジョンソンやラバーバラによる演奏中止要請を振り切って演奏を続行した。しかし、同バンドの公演2日目にあたる同年9月11日、ついに演奏を続行できない状態となり、やむなく演奏を中止し自宅で親しい人達によって3日間にわたり看護された。同年9月14日に再度ラバーベラの説得により、ニューヨーク市マンハッタンのマウント・サイナイ病院に搬送されると、すぐに意識を失った。
1980年9月15日午後3時30分に死去。51歳没。
死因は、肝硬変ならびに出血性潰瘍による失血性ショック死であった。長年の飲酒・薬物使用によって肝臓に過剰な負担をかけ続けた結果であった。肝臓疾患はエヴァンス自身も自覚していた長年の持病と言うべきものであったが、ことに晩年の数年は必要な療養をとろうともせず、死の間際に至るまで頑なに治療を拒み続けたことが病状を悪化させ、死を早めたのだった。
自らがその原因を作ったエレインと、兄で音楽においても絆が深かったハリーという2人の自殺が、晩年のエヴァンスの破滅志向に影響を与えていたとする批評も見られるが、真相は定かでない。エヴァンスの死の直前に2度にわたって診察を行った医師ジェームス・ハルトは「自分がひどい病気であることを彼は知っていた。（中略）入院を勧めたが応じなかった。彼には生きる意思が全く無いように思えた」と証言している。作家・ジャズ評論家で生前のエヴァンスと親しく、「ワルツ・フォー・デビイ」「ターン・アウト・ザ・スターズ」の作詞者でもあったジーン・リーズは、エヴァンスの最期について「彼の死は時間をかけた自殺というべきものであった」と述懐している。
マーク・ジョンソンによれば、ファッツ・チューズデイで最後にエヴァンスが演奏した曲は、長年の愛奏曲の一つ「マイ・ロマンス」であったという。
9月20日からは、5回目の日本公演が予定されていた。

## 死後

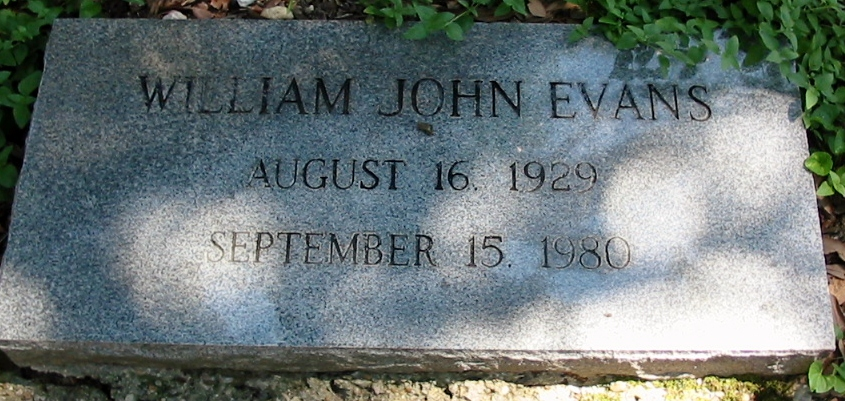
ルイジアナ州バトンルージュにあるエヴァンスの墓

息子で映画音楽作曲家のエヴァン・エヴァンスが、14歳から23歳の時期にわたる父の未発表演奏の発掘プロジェクトを行っており、2000年、E3レコードより第一弾（『Practice Tape No.1』）がリリースされている。
2000年にアルバム『自己との対話』（1963年）で、2007年にアルバム『ポートレイト・イン・ジャズ』（1960年）でグラミーの殿堂入りを果たした。
2015年、ブルース・スピーゲル監督によるドキュメンタリー映画『ビル・エヴァンス　タイム・リメンバード』（Time Remembered：Life ＆ Music of Bill Evans）が公開された（日本では2019年上映）。デビー・エヴァンスやポール・モチアンなど、歴代トリオの元メンバーや共演者、近しい親族など、彼を直接知る人たちの貴重な証言や記録映像をもとに、その音楽性と死について表現されている。「五大陸国際映画祭」「モンテビデオ国際映画祭」をはじめとした世界各国の映画祭で最優秀ドキュメンタリー映画賞に輝いた。

## 評価
マイルス・デイヴィスは、自伝の中でビル・エヴァンスについて以下のように述べている。
「ビルの演奏には、いかにもピアノという感じの、静かな炎のようなものがあった。奴のアプローチの仕方やサウンドは、水晶の粒や、澄んだ滝壺から流れ落ちる輝くような水を思い起こさせた」。
カナダの音楽評論家ジーン・リーズは、1970年にビル・エヴァンスとクラシック・ピアニストのグレン・グールドを引き合わせた。1977年、ラジオ放送中にグールドは、エヴァンスとクラウス・オガーマンの共作の録音の一部を演奏している。またオガーマンにエヴァンスとの共作を絶賛する内容の手紙を送っている。さらに、ある日リーズがグールドにエヴァンスの作品『Conversations With Myself』を送ると、グールドは電話でリーズに以下の言葉を送ったという。
「He’s the Scriabin of jazz.（彼はジャズ界のスクリャービンだ」。
同じくクラシック・ピアニストのアルトゥーロ・ベネデッティ・ミケランジェリは、ミラノで開かれたビル・エヴァンスのコンサートに出席した際に、以下のようなコメントを残したと伝えられている。
「Bill Evans would be an ideal interpreter of the music of Gabriel Fauré.（ビル・エヴァンスは、ガブリエル・フォーレの音楽の理想的な解釈者であろう）」。

## ディスコグラフィ
エヴァンスは、1956年のレコード・デビュー以降、初期作品をリバーサイド・レーベルから発表し、1962年にはヴァーヴに移籍（リバーサイドはまもなく倒産）した。1969年以降は短期間、コロムビアに移るも、MGMやクリード・テイラーとのつながりからCTI等でも録音している。1970年代半ばからの晩年にはファンタジーで多くのアルバムを制作した。
なお、エヴァンスは放送録音や無許可録音のライブ音源に基づく海賊盤アルバムや権利者認定による追加正規版が極めて多いことでも知られ、2000年代以降も新たな音源の発掘事例が続いている。

### リーダー/共作者としてのアルバム
| 録音年 | アルバム | メンバー | レーベル            |
| ------ | --- | --- | ------------------- |
| 1956   | ニュー・ジャズ・コンセプションズ New Jazz Conceptions                                                                                          | Trio with Teddy Kotick (bass), Paul Motian (drums)                                                                                   | Riverside           |
| 1958   | エヴリバディ・ディグズ・ビル・エヴァンス Everybody Digs Bill Evans                                                                             | Trio with Sam Jones (b), Philly Joe Jones (d)                                                                                        | Riverside           |
| 1959   | グリーン・ドルフィン･ストリート On Green Dolphin Street                                                                                        | Trio with Paul Chambers (b), Philly Joe Jones (d)                                                                                    | Riverside           |
| 1959   | アイヴォリー・ハンターズ The Ivory Hunters | Quartet with Bob Brookmeyer (piano), Percy Heath (b), Connie Kay (d)                                                                 | United Artists      |
| 1959   | ポートレイト・イン・ジャズ Portrait in Jazz | Trio with Scott LaFaro (b), Paul Motian (d)                                                                                          | Riverside           |
| 1961   | ノウ・ホワット・アイ・ミーン Know What I Mean?                                                                                                 | Quartet with Cannonball Adderley (alto sax), Percy Heath (b), Connie Kay (d)                                                         | Riverside           |
| 1961   | エクスプロレイションズ Explorations | Trio with Scott LaFaro (b), Paul Motian (d)                                                                                          | Riverside           |
| 1961   | サンデイ・アット・ザ・ヴィレッジ・ヴァンガード Sunday at the Village Vanguard                                                                  | Live - Trio with Scott LaFaro (b), Paul Motian (d)                                                                                   | Riverside           |
| 1961   | ワルツ・フォー・デビイ Waltz for Debby | Live - Trio with Scott LaFaro (b), Paul Motian (d)                                                                                   | Riverside           |
| 1961-2 | ニルヴァーナ Nirvana | Quartet with Herbie Mann (flute), Chuck Israels (b), Paul Motian (d)                                                                 | Atlantic            |
| 1962   | アンダーカレント Undercurrent | Duo with Jim Hall (guitar) | United Artists      |
| 1962   | ムーンビームス Moon Beams | Trio with Chuck Israels (b), Paul Motian (d)                                                                                         | Riverside           |
| 1962   | ハウ・マイ・ハート・シングス How My Heart Sings!                                                                                               | Trio with Chuck Israels (b), Paul Motian (d)                                                                                         | Riverside           |
| 1962   | インタープレイ Interplay | Quintet with Freddie Hubbard (trumpet), Jim Hall (g), Percy Heath (b), Philly Joe Jones (d)                                          | Riverside           |
| 1962   | エムパシー Empathy | Trio with Monty Budwig (b), Shelly Manne (d)                                                                                         | Verve               |
| 1962   | ファンカレロ - Unknown Session 海外盤は、Loose Blues                                                                                           | Quintet with Zoot Sims (tenor sax), Jim Hall (g), Ron Carter (b), Philly Joe Jones (d)                                               | Riverside Milestone |
| 1963   | ホエン・アイ・フォール・イン・ラヴ〜ザ・ソロ・セッション1 The Solo Sessions, Vol. 1                                                            | Solo | Milestone           |
| 1963   | アイ・ラヴズ・ユー、ポーギー〜ザ・ソロ・セッション2 The Solo Sessions, Vol. 2                                                                  | Solo | Milestone           |
| 1963   | ゲイリー・マクファーランド・オーケストラ・フィーチャリング・ビル・エヴァンス The Gary McFarland Orchestra                                      | Orchestra with Special Guest Soloist: Bill Evans                                                                                     | Verve               |
| 1963   | 自己との対話 Conversations With Myself | Solo - Grammy Award winner | Verve               |
| 1963   | ビル・エヴァンス・プレイズ・V.I.P.s・アンド・グレイト・ソングス Theme from "The V.I.P.s" and Other Great Songs                                 | with orchestra conducted by Claus Ogerman                                                                                            | MGM                 |
| 1963   | ビル・エヴァンス・トリオ・アット・シェリーズ・マン・ホール At Shelly's Manne-Hole                                                              | Live - Trio with Chuck Israels (b), Larry Bunker (d)                                                                                 | Riverside           |
| 1963   | タイム・リメンバード〜モア・フロム・ザ・シェリーズ・マン・ホール Time Remembered                                                               | Live - Trio with Chuck Israels (b), Larry Bunker (d)                                                                                 | Milestone           |
| 1964   | トリオ '64 Trio '64 | Trio with Gary Peacock (b), Paul Motian (d)                                                                                          | Verve               |
| 1964   | スタン・ゲッツ&ビル・エヴァンス Stan Getz & Bill Evans                                                                                         | Quartet with Stan Getz (tenor sax), Richard Davis/Ron Carter (b), Elvin Jones (d)                                                    | Verve               |
| 1964   | ビル・エヴァンス・トリオ"ライヴ" - ラウンド・ミッドナイト Trio Live                                                                            | Live - Trio with Chuck Israels (b), Larry Bunker (d)                                                                                 | Verve               |
| 1964   | ワルツ・フォー・デビイ Waltz for Debby | Singer Monica Zetterlund & trio with Chuck Israels (b), Larry Bunker (d)                                                             | Philips             |
| 1965   | トリオ '65 Trio '65 | Trio with Chuck Israels (b), Larry Bunker (d)                                                                                        | Verve               |
| 1965   | ビル・エヴァンス・トリオ・ウィズ・シンフォニー・オーケストラ Bill Evans Trio with Symphony Orchestra                                           | Trio with Chuck Israels (b), Larry Bunker/Grady Tate (d). Orchestra conducted by Claus Ogerman                                       | Verve               |
| 1966   | ビル・エヴァンス・アット・タウン・ホール Bill Evans at Town Hall                                                                               | Live- Trio with Chuck Israels (b), Arnold Wise (d)                                                                                   | Verve               |
| 1966   | インターモデュレーション Intermodulation | Duo with Jim Hall (g) | Verve               |
| 1966   | ア・シンプル・マター・オブ・コンヴィクション A Simple Matter of Conviction                                                                     | Trio with Eddie Gomez (b), Shelly Manne (d)                                                                                          | Verve               |
| 1967   | 続・自己との対話 Further Conversations with Myself                                                                                             | Solo | Verve               |
| 1967   | ザ・ヴィレッジ・ヴァンガード・セッション"67 (カリフォルニア、ヒア・アイ・カム) California Here I Come                                          | Live - Trio with Eddie Gomez (b), Philly Joe Jones (d)                                                                               | Verve               |
| 1968   | モントルー・ジャズ・フェスティヴァルのビル・エヴァンス Bill Evans at the Montreux Jazz Festival                                                | Live - Trio with Eddie Gomez (b), Jack DeJohnette (d) - Grammy Award winner                                                          | Verve               |
| 1968   | アローン Alone | Solo - Grammy Award winner | Verve               |
| 1969   | ホワッツ・ニュー What's New | Quartet with Jeremy Steig (flute), Eddie Gomez (b), Marty Morell (d)                                                                 | Verve               |
| 1969   | 枯葉〜ライヴ・アット・モンマルトル Jazzhouse                                                                                                   | Live - Trio with Eddie Gomez (b), Marty Morell (d)                                                                                   | Milestone           |
| 1969   | ワルツ・フォー・デビイ〜ライヴ・イン・コペンハーゲン You're Gonna Hear From Me                                                                 | Live - Trio with Eddie Gomez (b), Marty Morell (d)                                                                                   | Milestone           |
| 1970   | フロム・レフト・トゥ・ライト From Left to Right                                                                                                | with orchestra conducted by Michael Leonard                                                                                          | MGM                 |
| 1969   | クワイエット・ナウ Quiet Now | Live - Trio with Eddie Gomez (b), Marty Morell (d)                                                                                   | Charly              |
| 1970   | モントルーII Montreux II | Live - Trio with Eddie Gomez (b), Marty Morell (d)                                                                                   | CTI                 |
| 1971   | ピアノ・プレイヤー Bill Evans, Piano Player | From various sessions with various musicians - includes 6 duos with Eddie Gomez (b)                                                  | Columbia            |
| 1971   | ザ・ビル・エヴァンス・アルバム The Bill Evans Album                                                                                            | Trio with Eddie Gomez (b), Marty Morell (d) - Grammy Award winner                                                                    | Columbia            |
| 1972   | リヴィング・タイム Living Time | with George Russell Orchestra | Columbia            |
| 1973   | ライヴ・イン・トーキョー The Tokyo Concert | Live - Trio with Eddie Gomez (b), Marty Morell (d)                                                                                   | Fantasy             |
| 1973-5 | ビル・エヴァンスの肖像 Eloquence | Live and studio - Solo, and duo with Eddie Gomez (b)                                                                                 | Fantasy             |
| 1973   | いつか王子様が〜ライヴ・アット・ハーフ・ムーン・ベイ Half Moon Bay                                                                             | Live - Trio with Eddie Gomez (b), Marty Morell (d)                                                                                   | Milestone           |
| 1974   | シンス・ウィ・メット Since We Met | Live - Trio with Eddie Gomez (b), Marty Morell (d)                                                                                   | Fantasy             |
| 1974   | リ・パーソン・アイ・ニュー Re: Person I Knew                                                                                                   | Live - Trio with Eddie Gomez (b), Marty Morell (d)                                                                                   | Fantasy             |
| 1974   | シンバイオシス Symbiosis | Trio with Eddie Gomez (b), Marty Morell (d), and orchestra conducted by Claus Ogerman                                                | MPS                 |
| 1974   | バット・ビューティフル But Beautiful | Live - Quartet with Stan Getz (tenor sax), Eddie Gomez (b), Marty Morell (d)                                                         | Milestone           |
| 1974   | ブルー・イン・グリーン Blue in Green: The Concert in Canada                                                                                    | Live - Trio with Eddie Gomez (b), Marty Morell (d)                                                                                   | Milestone           |
| 1974   | インチュイション Intuition | Duo with Eddie Gomez (b) | Fantasy             |
| 1975   | トニー・ベネット&ビル・エヴァンス The Tony Bennett/Bill Evans Album                                                                            | with singer Tony Bennett | Fantasy             |
| 1975   | モントルーIII Montreux III | Live - Duo with Eddie Gomez (b) | Fantasy             |
| 1975   | アローン（アゲイン） Alone (Again) | Solo | Fantasy             |
| 1976   | クインテセンス Quintessence | Quintet with Harold Land (tenor sax), Kenny Burrell (g), Ray Brown (b), Philly Joe Jones (d)                                         | Fantasy             |
| 1976   | トゥゲザー・アゲイン Together Again | with singer Tony Bennett | Improv              |
| 1977   | クロスカレント Crosscurrents | Quintet with Lee Konitz (alto sax), Warne Marsh (tenor sax), Eddie Gomez (b), Eliot Zigmund (d)                                      | Fantasy             |
| 1977   | アイ・ウィル・セイ・グッドバイ I Will Say Goodbye                                                                                              | Trio with Eddie Gomez (b), Eliot Zigmund (d) - Grammy Award winner                                                                   | Fantasy             |
| 1977   | ユー・マスト・ビリーヴ・イン・スプリング You Must Believe in Spring                                                                            | Trio with Eddie Gomez (b), Eliot Zigmund (d)                                                                                         | Warner Bros.        |
| 1978   | ゲティング・センチメンタル〜ライヴ・アット・ザ・ヴィレッジ・ヴァンガード Getting Sentimental                                                   | Live - Trio with Michael Moore (b), Philly Joe Jones (d)                                                                             | Milestone           |
| 1978   | 未知との対話 - 独白・対話・そして鼎談 New Conversations                                                                                        | Solo | Warner Bros.        |
| 1979   | アフィニティ Affinity | Quintet with Toots Thielemans (harmonica), Larry Schneider (flute; alto & tenor sax), Marc Johnson (b), Eliot Zigmund (d)            | Warner Bros.        |
| 1979   | Marian McPartland's Piano Jazz | Radio Broadcast: Special guest Bill Evans                                                                                            | The Jazz Alliance   |
| 1979   | ウィ・ウィル・ミート・アゲイン We Will Meet Again                                                                                              | Quintet with Tom Harrell (trumpet), Larry Schneider (soprano & tenor sax), Marc Johnson (b), Joe LaBarbera (d) - Grammy Award winner | Warner Bros.        |
| 1979   | ホームカミング Homecoming | Live - Trio with Marc Johnson (b), Joe LaBarbera (d)                                                                                 | Milestone           |
| 1979   | パリ・コンサート The Paris Concert: Edition One                                                                                                | Live - Trio with Marc Johnson (b), Joe LaBarbera (d)                                                                                 | Elektra Musician    |
| 1979   | パリ・コンサート 2 The Paris Concert: Edition Two                                                                                              | Live - Trio with Marc Johnson (b), Joe LaBarbera (d)                                                                                 | Elektra Musician    |
| 1980   | レター・トゥ・エヴァン Letter to Evan | Live - Trio with Marc Johnson (b), Joe LaBarbera (d)                                                                                 | Dreyfus             |
| 1980   | ターン・アウト・ザ・スターズ〜ファイナル・ヴイレッジ・ヴァンガード・レコーディングス Turn Out the Stars: The Final Village Vanguard Recordings | Live - Trio with Marc Johnson (b), Joe LaBarbera (d)                                                                                 | Dreyfus             |
| 1980   | ザ・ラスト・ワルツ The Last Waltz: The Final Recordings                                                                                        | Live - Trio with Marc Johnson (b), Joe LaBarbera (d)                                                                                 | Milestone           |
| 1980   | コンセクレイション Consecration: The Final Recordings Part 2                                                                                   | Live - Trio with Marc Johnson (b), Joe LaBarbera (d)                                                                                 | Milestone           |

### トリビュート・アルバム
- リッチー・バイラーク : 『エレジー〜ビル エヴァンスに捧ぐ』 - Elegy For Bill Evans (1981年)
- Various Artists : 『スペシャル・トリビュート・トゥ・ビル・エヴァンス』 - Bill Evans - A Tribute (1983年) ※ジョージ・シアリング、テディ・ウィルソン、ハービー・ハンコック、マッコイ・タイナー参加
- デイヴィッド・ベノワ : 『ビル・エヴァンスに捧ぐ』 - Waiting for Spring (1989年)
- ポール・モチアン : Bill Evans (1990年) ※ビル・フリーゼル、ジョー・ロヴァーノ、マーク・ジョンソン参加
- ジョン・マクラフリン : 『ジョン・マクラフリン・プレイズ・ビル・エヴァンス』 - Time Remembered (1993年)
- ジャン＝イヴ・ティボーデ : 『ワルツ・フォー・デビー〜ビル・エヴァンスに捧ぐ』 - Conversations with Bill Evans (1996年)
- Various Artists : 『メモリーズ・オブ・ビル・エヴァンス』 - Memories of Bill Evans (1999年) ※山下洋輔、笹路正徳、塩谷哲、国府弘子参加
- ゴードン・ベック : 『トリビュート・トゥ・ビル・エヴァンス』 - A Tribute to Bill Evans (2000年)
- イリアーヌ・イリアス、デイヴ・グルーシン、ハービー・ハンコック、ボブ・ジェームス、ブラッド・メルドー : 『ポートレイト・オブ・ビル・エヴァンス』 - Portrait of Bill Evans (2002年)
- ニーニョ・ホセレ : 『ワルツ・フォー・デビー〜ビル・エヴァンスに捧ぐ』 - Paz (2006年)
- チック・コリア : 『ワルツ・フォー・デビイ～ビル・エヴァンスに捧ぐ』 - The Boston Three Party (2007年)
- イリアーヌ・イリアス : 『サムシング・フォー・ビル・エヴァンス』 - Something for You (2007年)
- Various Artists : 『PIANIST〜ワルツ・フォー・ビル・エヴァンス』 - Pianist: Waltz For Bill Evans (2011年) ※小曽根真、山中千尋、大西順子、上原ひろみ参加
- エンリコ・ピエラヌンツィ&トーマス・フォネスベック : The Real You: A Bill Evans Tribute (2021年)